# It's my JAL
「It's my JAL」（イッツ・マイ・ジャル）は、KATSUMIの5枚目のシングル。

## 解説
文字通りのJALイメージソング。
本作以外に企業名を表題曲にクレジットしたものは1980年発売の矢沢永吉のシングル「THIS IS A SONG FOR COCA-COLA」が挙げられる。
2曲目は歌詞の企業名の部分を「dream」に置き換えて歌われたバージョンが収録されている。現在までアルバム未収録。
3曲目は「instrumental version」と記載されているがオフヴォーカルではなく、本間昭光が編曲した器楽曲である。
以上により、純然たるカップリング曲は収録されていない。
オリコンチャート3位を獲得した。

## 収録曲
全作詞：渡辺克巳／作曲：鈴木キサブロー
1. It's my JAL
編曲：T-OUT
2. It's my dream
編曲：T-OUT
3. It's my JAL instrumental version
編曲：本間昭光